# Michele Fabrizio Ferrarini
Fabrizio Ferrarini, né dans le XVe siècle à Reggio d'Émilie et mort dans cette même ville à la fin de 1492, est un antiquaire et philologue italien.

## Biographie
Né à Reggio d'Émilie, dans le XVe siècle, il entre dans l’Ordre des Carmes, et profite de la permission de ses supérieurs pour visiter les principales villes d’Italie et recueillir les inscriptions qu’elles offrent en grand nombre. Les connaissances qu’il acquiert dans ses voyages commencent sa réputation et le mettent en rapport d’amitié avec la plupart des savants. Il est nommé prieur du couvent de son ordre à Reggio, en 1481, et meurt en cette ville à la fin de 1492, ou dans les premiers mois de l’année suivante.

## Œuvres
Les inscriptions copiées par Ferrarini forment un vol. in-4° de 182 feuillets de vélin. Ce précieux manuscrit est orné de dessins et d’arabesques d’un très-bon goût. La crainte que les religieux ne consentissent à le vendre détermina les magistrats de Reggio à le faire enfermer dans un coffre à trois serrures, dont les clefs étaient confiées à autant de personnes. Il en existe cependant une belle copie à la Bibliothèque nationale de France. Giovanni Guasco a publié la préface de cet ouvrage dans son Histoire de l’Académie de Reggio. C’est à Ferrarini qu’on doit la première édition de l’ouvrage de Valérius Probus : Significatio litterarum antiquarum. Suivant Tiraboschi (Bibl. Modenese), cette très-rare édition a été imprimée à Bologne, en 1486, par Bonino de Boninis. Mais on sait que cet imprimeur n’a jamais exercé son art à Bologne, et qu’il était établi à Brescia depuis 1480 ; de plus, une note placée à la marge de l’exemplaire de Tiraboschi, de la bibliothèque publique de Besançon, apprend que cette édition de Valérius Probus ne porte pas le lieu de son impression. Ainsi la ressemblance du nom de l’imprimeur avec celui de la ville de Bologne, aura causé la légère méprise de Tiraboschi, qu’on a cru devoir relever par respect pour l’autorité dont il jouit parmi les bibliographes.